# گیلبرت فسلت
گیلبرت فسلت (انگلیسی: Gilbert Fesselet؛ زادهٔ ۱۶ آوریل ۱۹۲۸) بازیکن فوتبال اهل سوئیس بود.
وی عضو تیم ملی فوتبال سوئیس در جام جهانی فوتبال ۱۹۵۴ بوده‌است.